# Petar Snačić
Petar (prema nekima Snačić ili Svačić) bio je hrvatski kralj koji je, pretpostavlja se, vladao od 1093. do 1097.
Kao vođa protumađarskog otpora u Hrvatskoj izabran je za kralja 1093. godine,[nedostaje izvor] u jeku naslijednog sukoba uzrokovanog smrću Zvonimira i Stjepana II. Bio je posljednji hrvatski kralj narodne krvi.

## Životopis

### Podrijetlo
Prema jednoj predaji podrijetlom je iz grada Kamička s padina Miljevačkog platoa uz rijeku Krku.
Podatak u Supetarskom kartularu navodi kako je za Zvonimirove vladavine ban bio neki Petar iz roda Snačića, no podatak nije dovoljno pouzdan da bi ga se moglo povezati s kraljem. Zbog krivog čitanja Franje Račkog u dijelu historiografije bilo je prihvaćeno da je Petar bio Svačić ili Snačić.

### Vladavina i smrt
Kralj Stjepan II. vladao je manje od dvije godine tijekom kojih vanjskopolitički protivnici nisu stvarali probleme očekujući smrt staroga kralja bez djece. Plemstvo je vjerojatno i očekivalo da Stjepan za života imenuje nasljednika, što se nije dogodilo. Kako pitanje svoga nasljednika nije riješio tijekom života, nakon njegove smrti započeo je rat za hrvatsku krunu.
Zvonimirova udovica Jelena Lijepa, koja se smatrala jedinom zakonitom baštinicom hrvatskog prijestolja, pozvala je svoga brata, ugarskog kralja Ladislava I. (1077. – 1095.) da vojno zauzme hrvatsku i proglasi se kraljem. Hrvatska je strana na prijestolje podigla bana Petra Snačića.
Prijestolnica mu je bila u Kninu i pretpostavlja se da je vladao samo središnjom Hrvatskom.
Krajem travnja, odnosno početkom svibnja 1097. godine došlo je do bitke na Gvozdu, najvjerojatnije na sjevernom podnožju gore Gvozd, u kojoj je kralj Petar izgubio život na bojištu i tako ostao zapamćen kao posljednji hrvatski kralj narodne krvi.
Mjesto njegove pogibije je nazvano po njemu Petrov Gvozd ili Petrova gora.

## Počasti

### U umjetnosti
- Prikazan je na slikama Otona Ivekovića i Josipa Horvata.
- Skladatelj Jakov Gotovac 1969. godine skladao je operu „Petar Svačić”.[6]
- Pjesnik Vladimir Nazor posvetio mu je pjesmu „Petar”.
- Spomenik kralju Petru Snačiću na Miljevcima.[7]
- Spomenik na mjestu pogibije na Petrovoj gori.[8]

### Ostalo
- Ulica Petra Snačića u Splitu, Zadru, Osijeku, Velikoj Gorici, Slavonskom Brodu, Posušju i Širokom Brijegu.[9][10]
- 900. obljetnica smrti.
- Trg u Zagrebu i Karlovcu.[9]
- Poštanska marka s likom kralja Petra Svačića (1997.).[11]

- Petar Snačić, ilustracija u Danici iz 1940.
- Smrt Petra Svačića, Josip Horvat Međimurec
- Smrt Petra Snačića, Oton Iveković
- Poštanska marka iz 1944.

### Članci
- Babić, Petra. 2018. Ratnice i žrtve – ženski likovi u hrvatskim nacionalno-povijesnim operama. Arti musices. Hrvatsko muzikološko društvo. Zagreb. 49 (2): 369–395
- Grgin, Borislav. 2007. Primjer selektivnog pamćenja: hrvatski srednjovjekovni vladari u nazivlju ulica i trgova najvažnijih hrvatskih gradova. Povijesni prilozi. Hrvatski institut za povijest. Zagreb. 26 (32): 283–294
- Korać, Dijana; Beus, Marina. 2020. Komemoriranje srednjovjekovnih hrvatskih vladara u hodonimima Hercegovine. Hercegovina. Sveučilište u Mostaru - Filozofski fakultet. Mostar.  (6): 383–399
- Regan, Krešimir. 2020. Tvrdi grad (castrum) Kamičac. Radovi Zavoda za povijesne znanosti HAZU u Zadru. Radovi Zavoda za povijesne znanosti HAZU u Zadru. Zadar.  (62): 31–58
- Barada, Miho. 1935. Historicitet imena Svačić. Vjesnik Arheološkog muzeja u Zagrebu. Arheološki muzej u Zagrebu. Zagreb. 16 (1): 137–141

### Knjige
- Knezović, Oton. 1937. Hrvatska povijest od najstarijeg doba do godine 1918. Jeronimska knjižnica. Zagreb.
- Klaić, Vjekoslav. 1982. Povijest Hrvata. Knjiga prva. Nakladni zavod Matice hrvatske. Zagreb.

### Mrežna sjedišta
- Petar. Hrvatska enciklopedija LZMK. Pristupljeno 19. siječnja 2025.
- 900. obljetnica smrti posljednjega hrvatskog kralja Petra Svačića. Informativna katolička agencija. Pristupljeno 7. veljače 2025.
- Spomenik Petru Svačiću na Petrovoj gori. Hrvatska izvještajna novinska agencija. Pristupljeno 7. veljače 2025.
- Pregled poštanskih maraka. Hrvatska pošta. Pristupljeno 11. travnja 2025.

## Vanjske poveznice
Ostali projekti
|  | Zajednički poslužitelj ima još gradiva o temi Petar Snačić                           |
|  | Wikizvor ima izvorni tekst Povijest Hrvatske I. (R. Horvat)/Borba za hrvatske zemlje |

| Vladarske titule       | Vladarske titule             | Vladarske titule   |
| ---------------------- | ---------------------------- | ------------------ |
| prethodnik Stjepan II. | hrvatski kralj 1093. – 1097. | nasljednik Koloman |